# 盧西安·弗洛伊德
卢西安·迈克尔·弗洛伊德，OM，CH （德語：Lucian Michael Freud，1922年12月8日—2011年7月20日）是一位英國藝術家，出生在德國，也是著名心理學家西格蒙德·弗洛伊德的孫子。
卢西安·弗洛伊德出生于柏林，他的母亲露西·布拉希是德国犹太人，父亲恩斯特·路德维希·弗洛伊德是奥地利犹太人，是一名建筑师，也是奥地利精神分析学家西格蒙德·弗洛伊德的第四个孩子。卢西安是他们三个儿子中的第二个，他的哥哥克莱门特·弗洛伊德是广播员、作家和政治家（也是艾玛和马修-弗洛伊德的叔叔），他的弟弟名叫斯蒂芬·加布里埃尔·弗洛伊德。
1933年，为了躲避纳粹主义，他们全家移民到了伦敦的圣约翰森林。卢西安于1939年正式成为英国公民，曾在德文郡托特尼斯的达廷顿庄园学校就读，后来又在布赖恩斯顿学校就读了一年，后因破坏性行为而被开除。

## 作品
盧西安·弗洛伊德偏好人物畫像與裸體畫像。他在1995年創作的畫作《Benefits Supervisor Sleeping》在2008年已創記錄的3,360萬美元被賣出，也是在世畫家畫作的最高紀錄。他在1994年創作的畫作《Benefits Supervisor Resting》在2015年已創記錄的5,620萬美元被賣出。
弗洛伊德的早期作品大部分是小幅作品。 经常是德国表现主义（他否认被此影响）和超现实主义。

## 外部連結
- Lucian Freud in Literal （页面存档备份，存于） - features images from Freud's work
- WebMuseum: Lucian Freud （页面存档备份，存于） - features images of a selection from Freud's work